# Liste der Nummer-eins-Hits in Österreich (1970)
Dies ist eine Liste der Nummer-eins-Hits in Österreich im Jahr 1970. Sie basiert auf den Single- und Albumlisten der österreichischen Charts. Die Albumcharts wurden in Österreich am 15. März 1970 eingeführt. Traditionell erschienen die Listen monatlich mit Datum vom 15. In diesem Jahr wurde einmalig am 1. Dezember eine Zwischenausgabe veröffentlicht.

## Singles
| ← 1969 ← | Liste der Nummer-eins-Hits in Österreich | Liste der Nummer-eins-Hits in Österreich | Liste der Nummer-eins-Hits in Österreich                                                       | 1971 → |
| \| Zeitraum \| Wo. ges. \| Interpret \| Titel Autor(en) \| Zusätzliche Informationen \| \| (Zeitraum, Wochen auf Platz eins, Interpret, Titel, Autor[en], zusätzliche Informationen) \| \| \| \| \| \| ----------------------------------------------------------------------------------------- \| -------- \| ---------------------------- \| ---------------------------------------------------------------------------------------------- \| ----------------------------------------------------------------------------------------------------------------------------------------------------------------------------------------------------------------------------------------- \| \| 15. Dezember 1969 – 14. März 1970 12 Wochen \| 12 \| The Archies \| Sugar, Sugar Jeff Barry, Andy Kim \| – \| \| 15. März 1970 – 14. Mai 1970 9 Wochen \| 9 \| Adamo \| Ein kleines Glück Salvatore Adamo, Walter Brandin \| – \| \| 15. Mai 1970 – 14. Juni 1970 5 Wochen \| 5 \| The Beatles \| Let It Be John Lennon, Paul McCartney \| Für die Beatles ist es bereits der achte Nummer-eins-Hit in den österreichischen Charts. Bis zum Jahre 2019 konnte kein anderer Interpret derart viele Lieder auf der Spitze platzieren. 2021 gelang dies noch zwei weiteren Interpreten. \| \| 15. Juni 1970 – 14. Juli 1970 4 Wochen \| 4 \| Soulful Dynamics \| Mademoiselle Ninette Herbert Hildebrandt Winhauer \| – \| \| 15. Juli 1970 – 14. September 1970 9 Wochen \| 9 \| Simon & Garfunkel \| El condor pasa (If I Could) Daniel Alomía Robles, Jorge Milchberg; englischer Text: Paul Simon \| – \| \| 15. September 1970 – 14. November 1970 8 Wochen \| 8 \| Mungo Jerry \| In the Summertime Ray Dorset \| – \| \| 15. November 1970 – 30. November 1970 3 Wochen \| 3 \| Creedence Clearwater Revival \| Lookin’ out My Back Door John Fogerty \| Für Creedence Clearwater Revival ist es bereits der zweite Nummer-eins-Hit in den österreichischen Charts. \| \| 1. Dezember 1970 – 14. Dezember 1970 2 Wochen \| 2 \| Miguel Ríos \| A Song of Joy Musik: Ludwig van Beethoven; englischer Text: Clarke Ross Parker \| – \| \| 15. Dezember 1970 – 14. Januar 1971 4 Wochen \| 4 \| Wolfgang \| Abraham (Das Lied vom Trödler) Wolfgang Hofer \| – \| |                                          |                                          |                                                                                                | |
| ← 1969 |                                          |                                          |                                                                                                | → 1971 → |
| Zeitraum | Wo. ges.                                 | Interpret                                | Titel Autor(en)                                                                                | Zusätzliche Informationen |
| (Zeitraum, Wochen auf Platz eins, Interpret, Titel, Autor[en], zusätzliche Informationen) |                                          |                                          |                                                                                                | |
| 15. Dezember 1969 – 14. März 1970 12 Wochen | 12                                       | The Archies                              | Sugar, Sugar Jeff Barry, Andy Kim                                                              | – |
| 15. März 1970 – 14. Mai 1970 9 Wochen | 9                                        | Adamo                                    | Ein kleines Glück Salvatore Adamo, Walter Brandin                                              | – |
| 15. Mai 1970 – 14. Juni 1970 5 Wochen | 5                                        | The Beatles                              | Let It Be John Lennon, Paul McCartney                                                          | Für die Beatles ist es bereits der achte Nummer-eins-Hit in den österreichischen Charts. Bis zum Jahre 2019 konnte kein anderer Interpret derart viele Lieder auf der Spitze platzieren. 2021 gelang dies noch zwei weiteren Interpreten. |
| 15. Juni 1970 – 14. Juli 1970 4 Wochen | 4                                        | Soulful Dynamics                         | Mademoiselle Ninette Herbert Hildebrandt Winhauer                                              | – |
| 15. Juli 1970 – 14. September 1970 9 Wochen | 9                                        | Simon & Garfunkel                        | El condor pasa (If I Could) Daniel Alomía Robles, Jorge Milchberg; englischer Text: Paul Simon | – |
| 15. September 1970 – 14. November 1970 8 Wochen | 8                                        | Mungo Jerry                              | In the Summertime Ray Dorset                                                                   | – |
| 15. November 1970 – 30. November 1970 3 Wochen | 3                                        | Creedence Clearwater Revival             | Lookin’ out My Back Door John Fogerty                                                          | Für Creedence Clearwater Revival ist es bereits der zweite Nummer-eins-Hit in den österreichischen Charts. |
| 1. Dezember 1970 – 14. Dezember 1970 2 Wochen | 2                                        | Miguel Ríos                              | A Song of Joy Musik: Ludwig van Beethoven; englischer Text: Clarke Ross Parker                 | – |
| 15. Dezember 1970 – 14. Januar 1971 4 Wochen | 4                                        | Wolfgang                                 | Abraham (Das Lied vom Trödler) Wolfgang Hofer                                                  | – |

## Alben
| ← 1969 ← | Liste der Nummer-eins-Alben in Österreich | Liste der Nummer-eins-Alben in Österreich | Liste der Nummer-eins-Alben in Österreich | 1971 →                    |
| \| Zeitraum \| Wo. ges. \| Interpret \| Titel \| Zusätzliche Informationen \| \| (Zeitraum, Wochen auf Platz eins, Interpret, Titel, zusätzliche Informationen) \| \| \| \| \| \| ------------------------------------------------------------------------------ \| -------- \| ----------------- \| -------------------------- \| ------------------------- \| \| 15. März 1970 – 14. Mai 1970 9 Wochen \| 9 \| Led Zeppelin \| Led Zeppelin II \| – \| \| 15. Mai 1970 – 14. November 1970 26 Wochen \| 26 \| Simon & Garfunkel \| Bridge over Troubled Water \| – \| \| 15. November 1970 – 30. November 1970 3 Wochen \| 3 \| Led Zeppelin \| Led Zeppelin III \| – \| \| 1. Dezember 1970 – 14. Dezember 1970 2 Wochen \| 2 \| Deep Purple \| Deep Purple in Rock \| – \| \| 15. Dezember 1970 – 14. Januar 1971 4 Wochen \| 4 \| Udo Jürgens \| Udo ’71 \| – \| |                                           |                                           |                                           |                           |
| ← 1969 |                                           |                                           |                                           | → 1971 →                  |
| Zeitraum | Wo. ges.                                  | Interpret                                 | Titel                                     | Zusätzliche Informationen |
| (Zeitraum, Wochen auf Platz eins, Interpret, Titel, zusätzliche Informationen) |                                           |                                           |                                           |                           |
| 15. März 1970 – 14. Mai 1970 9 Wochen | 9                                         | Led Zeppelin                              | Led Zeppelin II                           | –                         |
| 15. Mai 1970 – 14. November 1970 26 Wochen | 26                                        | Simon & Garfunkel                         | Bridge over Troubled Water                | –                         |
| 15. November 1970 – 30. November 1970 3 Wochen | 3                                         | Led Zeppelin                              | Led Zeppelin III                          | –                         |
| 1. Dezember 1970 – 14. Dezember 1970 2 Wochen | 2                                         | Deep Purple                               | Deep Purple in Rock                       | –                         |
| 15. Dezember 1970 – 14. Januar 1971 4 Wochen | 4                                         | Udo Jürgens                               | Udo ’71                                   | –                         |